# Isole Sopravento Meridionali
Le Isole Sopravento Meridionali sono un gruppo di isole nelle Piccole Antille.

## Il nome
Le isole si chiamano così perché, per i velieri che arrivavano nel Nuovo Mondo, risultavano più sopravento delle isole più settentrionali e di quelle al largo del Venezuela (che gli inglesi chiamarono leeward, sottovento), dato che il vento nelle Indie Occidentali (il nome con cui erano conosciute le Piccole Antille) soffiava prevalentemente da est a ovest. Le correnti transatlantiche e i venti che permettevano la rotta più veloce portavano queste navi alla linea che divide la Dominica dalla Martinica. Gli abitanti della zona comunque chiamano Isole Sopravento anche quelle comprese tra le Isole Vergini e la Dominica.

## Lista delle isole
Le Isole Sopravento meridionali sono:
- le Grenadine;
- Grenada
- Martinica (Francia);
- Saint Vincent;
- Saint Lucia;

Barbados e Trinidad e Tobago non appartengono in senso stretto alle Antille, però sono spesso incluse nella lista delle Isole Sopravento.
Tutte le isole, eccetto la Martinica, appartengono al Commonwealth delle Nazioni.